# Асмус Ірина Павлівна
Іри́на Па́влівна А́смус (нар. 28 квітня 1941, Гомель — пом. 15 березня 1986, Гомель) — радянська циркова артистка, клоун, відома за роллю Іриски в телевізійній передачі АБВГДейка.

## Біографія
Дитинство Ірини припало на важкі воєнні та повоєнні роки, однак, незважаючи на це, вона хотіла стати артисткою, але довго не могла вирішити якою — її приваблювало і драматичне мистецтво, і цирк, і естрада. Сім'я її часто переїздила з міста до міста, тому постійно ходити в якій-небудь гурток Ірина не могла і задовольнялася випадковими заняттями.
Коли прийшов час визначатися, Асмус спочатку хотіла вступати до хореографічного училища Великого театру, і майже поступила. Приймальна комісія повідомила їй про те, що вона дійсно талановита і її беруть, але, враховуючи її зріст, вона ніколи не зможе стати примою, і грандіозного успіху їй не добитися. В результаті Ірина змінила своє рішення і відправилася вчитися в Державне училище циркового та естрадного мистецтва.
Після закінчення училища вона працювала в цирку як еквілібрист на першах під керівництвом Леоніда Костюка. На одному з тренувань вона отримала серйозну травму, що не дозволяла їй продовжити виступи в цирку, і вирішила вступити в драматичну студію Ленінградського театру юного глядача, де артистка грала в амплуа травесті.
Потім вона перейшла в Академічний драматичний театр імені В. Ф. Комісаржевської, де грала Попелюшку, принцесу Єлизавету з «Принца і жебрака», Раймонду з «Романтики для дорослих», Джульєтту та інші ролі. Потім Ірина Асмус повернулася в цирк, але вже як клоун, де вона виступала в сольних номерах під сценічним псевдонімом Іриска.
У 1978 році Іриска почала зніматися в телевізійній передачі АБВГДейка під тим же псевдонімом. Саме ця роль і принесла артистці найбільшу популярність у СРСР. У 1985 році Ірина Асмус в Абвгдейка була замінена іншою виконавицею, значно молодшою за Ірину.
У березні 1986 року Ірина Асмус виїхала з цирковими гастролями до Гомелю. На виступі 15 березня на арені Гомельського цирку при підйомі на шийній петлі під куполом цирку зламався механізм обертання, що призвело до падіння з восьмиметрової висоти і трагічної загибелі артистки. Похована Ірина Асмус на Великоохотинському цвинтарі у Санкт-Петербурзі.

## Фільмографія
- 1958 — фільм-казка Нові пригоди Кота в чоботях (Клава і Чорний пішак)
- 1966 — 12 стільців (телеспектакль) — Ліза Калачова
- Документальний фільм «Вистава»
- Документальний фільм «На манежі — Іриска»